# پل وایتمن
 پل وایتمن (انگلیسی: Paul Whiteman؛ ۲۸ مارس ۱۸۹۰ – ۲۹ دسامبر ۱۹۶۷) موسیقی‌دان اهل ایالات متحده آمریکا بود.